# Henri Hirschmann
Henri Hirschmann, conegut pel pseudònim d'Henri Herblay, (Saint-Mandé, Illa de França, 30 d'abril de 1872 - París, 3 de novembre] de 1961) fou un compositor francès.
Originalment estudiant d'A. Gedalge al Conservatori de París, i després estudià sota J. Massenet durant dos anys. Fou autor de nombroses òperes, operetes, balls, pantomimes, etc. Entre les primeres cal mencionar:
- L'amour à la Bastille (París, 1897);
- Lovelace (París, 1898);
- Rolande (Niça, 1905);
- Hernani (París, 1909);
- La danseuse de Tanagra (Niça, 1911).

De les seves obres menys importants, es poden citar:
- Les hirondelles (1907);
- La petite Bohème (1909);
- La feuille de vigne (1909)
- Me. Don Juan (1909) aquestes 4 últimes totes estrenades a París;
- La Vie joyeuse (Brussel·les, 1910);
- Les deux princesses (1914).